# 869
869(팔백육십구)는 868보다 크고 870보다 작은 자연수다.

## 수학
- 합성수로, 그 약수는 1, 11, 79, 869다. 진약수의 합은 91이므로, 869는 부족수다.
- {\displaystyle 869=16^{2}+17^{2}+18^{2}}
  - 연속하는 세 자연수의 제곱합으로 나타낼 수 있으며, 이 성질을 지닌 앞의 수는 770, 다음 수는 974다.

## 과학·기술
- NGC 869: 페르세우스자리 방향에 있는 산개성단.
- 869 멜레나(영어판): 소행성.
- 코스모스 869호(영어판): 소련의 인공위성.

## 군사
- U-869(영어판, 독일어판): 제2차 세계 대전에 사용된 나치 독일의 군용 잠수함.

## 문화유산
- 대한민국의 보물 제869호: 성세창 제시 하관계회도

## 기타
- 연도: 869년, 기원전 869년